# Penguin Books
Penguin Books és una editorial britànica fundada el 1935 per Allen Lane, amb la intenció de subministrar literatura de qualitat a preus tan assequibles com, en l'època, un paquet de cigarrets, i que fossin venuts no només a llibreries, sinó també a estacions ferroviàries i en botigues en general. Els seus productes més emblemàtics són els seus llibres de butxaca, publicats per primera vegada l'any de fundació de l'empresa, tot i que inicialment només com un segell editorial de Bodley Head.
Penguin Books té la seu oficial a la Ciutat de Westminster, a Londres, Anglaterra.
Actualment, Penguin Books és el principal segell editorial del grup internacional Penguin Group (propietat de Pearson PLC), i és la principal editorial del Regne Unit, Austràlia, Nova Zelanda, Irlanda i Índia.
El 1961 va crear la col·lecció Penguin Modern Classics amb l'objectiu de donar als grans escriptors moderns una categoria semblant a la d'un Homer o Dickens.